# Christian Auguste de Solms-Laubach
Christian-Auguste de Solms-Laubach (* 1er août 1714 à Wetzlar; † 20 février 1784 à Laubach) est un gouverneur comte de Solms-Laubach.

## Biographie
Christian Auguste est le fils du comte Frédéric-Ernest à Solms-Laubach († 1723) et de Frédérique-Charlotte, comtesse de Stolberg-Gedern († 1739), sœur du prince Frédéric-Charles de Stolberg-Gedern. Il succède à son frère aîné Frédéric-Magnus (* 21 novembre 1711 à Wetzlar, † 17 août 1738 à Laubach) au gouvernement.
Le comte Christian Auguste, chevalier de l'ordre des Séraphins, est prince de ce territoire, et conseiller impérial,.
Après la mort (le 15 avril 1754) de son premier beau-père, le prince Wolfgang-Ernest Ier d'Isembourg-Büdingen, à Birstein, qui est le dirigeant du Wetterauischen Grafenkollegiums , Christian-Auguste est désigné comme son successeur. Il occupe le poste jusqu'en 1767. Son successeur est alors le prince Wolfgang-Ernest II d'Isembourg-Büdingen.

## Famille
Il épouse le 27 décembre 1738 à Birstein Élisabeth-Amélie, princesse d'Isembourg-Büdingen à Birstein (* Birstein 20 novembre 1714; † Laubach 22 novembre 1748), fille de Wolfgang-Ernest Ier d'Isembourg-Büdingen († 1754), Directeur du Wetterauischen Grafenkollegiums; les enfants de ce mariage:
1. Frédéric-Ernest-Charles, * 25 juillet 1740 à Laubach; † 14 mai 1759 à Laubach
2. Georges-Guillaume, * 9 août 1743 à Laubach; † 1er août 1772, Lisses; ∞ à Büdingen le 2 novembre 1767 avec la princesse Élisabeth-Charlotte d'Isembourg-Büdingen à Birstein (* 24 janvier 1753 à Büdingen; † 16 décembre 1829 Utphe), fille du prince Frédéric d'Isembourg-Büdingen (* 1709)
3. Sophie-Christine-Wilhelmine, * 29 août 1741 à Laubach, † 15 novembre 1772 à Braunfels; ∞ à Laubach 24 août 1756 avec le prince Frédéric-Guillaume de Solms-Braunfels († 1783)
4. Marie-Thérèse, Chanoinesse à l'Abbaye de Gandersheim, * 26 mars 1747 à Laubach, † 14 avril 1817

Il se remarie le 11 février 1751 à Langenstein avec Caroline-Amélie de Nassau-Siegen (* 26 novembre 1715 à Siegen; † 10 août 1752 à Laubach), fille du prince Frédéric-Guillaume Ier de Nassau-Siegen. Ils n'ont qu'une fille, mort-née.
Il contracte un troisième mariage le 28 octobre 1753 à Laubach avec Dorothée-Wilhelmine (de) Bötticher, comtesse de Löwensee (* 7 février 1725; † 25 août 1754 à Laubach), fille de Duché de Saxe-Weissenfels Cour et le conseil de la justice Ernst Zacharie (de) Bötticher. Elle est l'ex - Gouvernante de la jeune comtesse Laubacher. l'Enfant de ce Mariage:
1. Christiane Louise, * 7 août 1754 à Laubach, † 3 mars 1815, enterrée à Würzburg; ∞ à Laubach le 19 décembre 1787 avec le prince Frédéric-Charles-Louis de Hohenlohe-Kirchberg († 1791)